# Karnydia monki
Karnydia monki är en insektsart som beskrevs av Bultin, R.E. Blackith och R.M. Blackith 1989. Karnydia monki ingår i släktet Karnydia och familjen Chorotypidae. Inga underarter finns listade i Catalogue of Life.